# ブルガリア人民共和国

ブルガリア人民共和国
Народна република България (ブルガリア語)

国歌: Шуми Марица（ブルガリア語）
チェルニャエフ行進曲
（1946年 - 1947年）
Републико наша, здравей!（ブルガリア語）
我らの共和国万歳！
（1947年 - 1951年）
Българийо мила（ブルガリア語）
親愛なるブルガリア
（1951年 - 1964年）
Мила Родино（ブルガリア語）
愛しき祖国
（1964年 - 1990年）

ブルガリア人民共和国の位置（1956年）

ブルガリア人民共和国（ブルガリアじんみんきょうわこく、ブルガリア語: Народна република България / Narodna republika Balgariya）は、冷戦期のブルガリアにあった社会主義国家。ブルガリア共産党による一党独裁国家として1946年に成立し、1990年まで存続した。いわゆる東側諸国のひとつであり、ソビエト連邦の衛星国である。
1989年における一連の東欧革命の流れの中でブルガリアでも民主化要求が高まった結果、共産党は一党独裁の放棄を余儀なくされ、民主化とともに「ブルガリア共和国」へと改称された。

## 歴史

### 第二次世界大戦
第二次世界大戦において、ブルガリア王国は枢軸国側であった。1941年3月1日、ブルガリアは日独伊三国同盟に署名し、正式に枢軸国の一員となった。同年4月にナチス・ドイツがユーゴスラビア王国とギリシャ王国に侵攻すると、ブルガリアはそれらの国の大部分を占領した。1942年、社会主義者、左翼農業主義者、ズヴェノからなる祖国戦線による反枢軸抵抗運動が盛んになる。戦況は枢軸国に不利であり、1944年9月5日にソ連軍がブルガリア国内に侵入すると、ブルガリアは降伏、9月9日にクーデターにより連合国側の政権が成立し、対ドイツ戦を遂行した。

### スターリン主義時代
第二次世界大戦の終結後の1946年、国民投票により王政は廃止され、ブルガリア人民共和国が成立した。首相にはスターリン主義者であるゲオルギ・ディミトロフが就任し、1949年7月のディミトロフの死までその体制が続いた。1949年のディミトロフの突然の死に関して、これは偶発的なものではないとする疑惑があるが、それを裏付ける証拠はない。彼の死は、1948年のスターリンとチトーの断交とチトーのコミンフォルムからの追放後に起こった「チトー主義者狩り」との関連が疑われている。チトー主義者狩りは激化し、副首相のトライチョ・コストフ（Трайчо Костов / Traicho Kostov）の処刑へと至った。首相のヴァシル・コラロフ（Васил Коларов / Vasil Kolarov）は1950年に死去し、代わってヴルコ・チェルヴェンコフ（Вълко Червенков / Vulko Chervenkov）が実権を握るようになった。
この頃から工業化が加速し環境破壊が進んだ。農業は集団農場化され、農民による反乱は鎮圧された。終戦から1953年のスターリンの死までの間に、およそ1万2千人が強制労働収容所で死亡した。ブルガリア正教会の総主教は修道院に軟禁され、教会は国家の統制を受けた。1950年にはアメリカとの外交関係が断絶した。ギリシャならびにユーゴスラビアとの領土問題が再燃した。
ここにいたるまで、共産党内におけるチェルヴェンコフの支持基盤は脆弱であり、その守護者であったスターリンの死後は政権を維持することはできず、スターリンの死から1年後の1954年3月、ソビエト連邦での新政権の誕生とともにチェルヴェンコフは共産党書記の座を追われた。代わって権力を掌握したのはまだ若いトドル・ジフコフであった。チェルヴェンコフは1956年4月まで首相の座には留まったものの、その後はアントン・ユゴフ（Антон Югов / Anton Yugov）に取って代わられた。

### ジフコフ政権時代

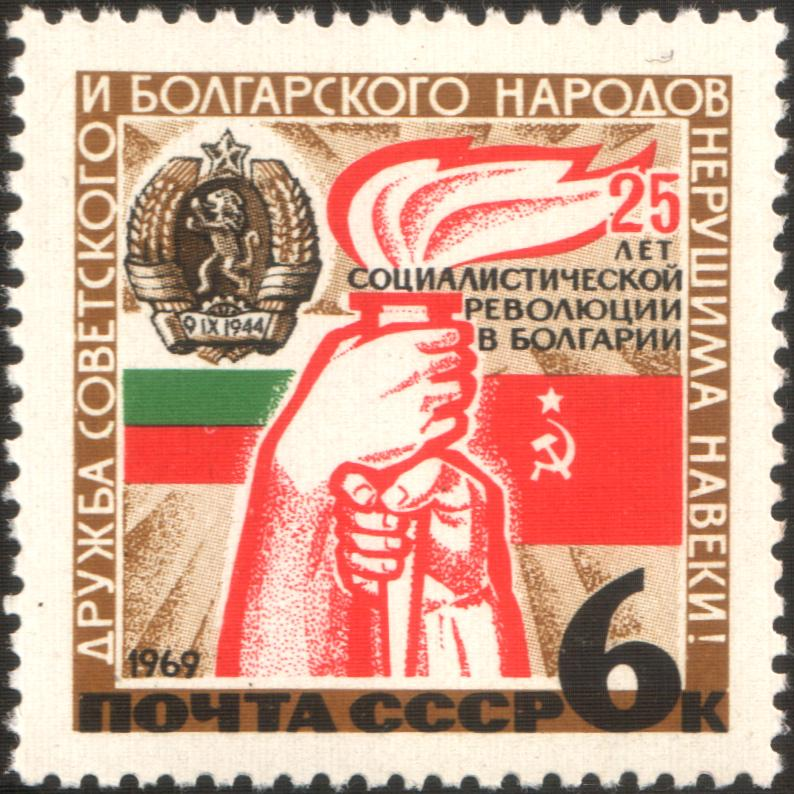
"ブルガリアとソビエト連邦の人民の友好は永劫不滅", 1969年 のソビエト連邦の切手。ブルガリアの社会主義革命25周年を記念して

トドル・ジフコフは、ブルガリアをその後33年間に渡って支配した。その間、ジフコフは完全にソビエト連邦に忠実な存在であり続けた。ユーゴスラビアならびにギリシャとの関係は修復された。コストフなど「チトー主義者」とされた人物に対する裁判を、公式に遺憾とした。1956年のポーランド動乱やハンガリー動乱のような民主化を求める暴動はブルガリアでは起こらなかったが、このような騒動が発生しないように映画は制限され、知識・文学の自由への制限を強化した。
首相のユゴフは1962年に退陣し、党書記のジフコフが首相の座も手にすることになった。1971年には新憲法が制定され、ジフコフは自身を国家元首である国家評議会議長とし、スタンコ・トドロフ（Станко Тодоров ）を首相とした。ジフコフは、ソビエト連邦で1964年におこったニキータ・フルシチョフからレオニード・ブレジネフへの政権交代を生き延び、1968年におこったチェコスロバキアへの軍事侵攻（チェコ事件）に加わることによりソビエトへの忠誠を示した。一般的に、ブルガリアはソビエト連邦の影響下にあった東側諸国の中で最もソビエト連邦に忠実であったと評される。1968年にジフコフはブルガリアがソビエト連邦に加入してその第16番目の構成国となる考えを非公式に提案したとも言われている。しかしながら、ブレジネフはこの案を受け入れなかった。

### 共産主義体制の終焉
ジフコフはスターリン主義的な「暴君」ではなかったものの、70歳を迎えた1981年頃から、自由化は終焉を迎え、腐敗や専横、乱れが大きくなっていった。娘のリュドミーラ・ジフコヴァ（Людмила Живкова / Lyudmila Zhivkova）が死去したのも同じ頃である。このことは、ブルガリア国内で人口のおよそ10%を占めるトルコ系住民に対する同化政策に特に見て取ることが出来る。トルコ系住民はトルコ語を話すことを禁じられ、ブルガリア風の姓名への改名を強制された。多くのトルコ系住民がトルコへ脱出し、ブルガリアと西側諸国との経済関係は冷却化した。
そのような中、1980年代後半には、ソビエト連邦で始まったミハイル・ゴルバチョフによる改革計画（ペレストロイカ）やポーランドやハンガリーで始まった東欧革命がブルガリアへも影響を与え始めていた。改革要求に対してブルガリア共産党も指導者ジフコフも抗しきることができなくなっていた。1989年11月、環境問題に関するデモ行動がソフィアで発生し、やがてデモはブルガリアの政治改革全般への要求へと拡大していった。ブルガリア共産党の指導部の一部は、切迫した変革の必要性を認識し、これに迅速に反応した。
1989年11月10日、老いたジフコフは職を追われ、代わって外相のペトゥル・ムラデノフが国家元首となった。この応急的な対処によって、共産党政権はわずかの延命と革命阻止に成功した。1990年2月、共産党は自発的に一党独裁体制を放棄し、党名を「ブルガリア社会党」と改めた。同年6月には1931年以降初となる自由選挙が行われ、ブルガリアは複数政党制への移行を果たした。同年11月15日、国名は「ブルガリア共和国」と改められた。

## 旗の変遷

1946年から1948年までの国旗
1948年から1967年までの国旗
1967年から1971年までの国旗
1971年から1990年までの国旗
1949年から1955年までの軍艦旗
1955年から1990年までの軍艦旗
?共産ユーゴスラビア時代のブルガリア系人の旗

## 国章の変遷

1946年に制定された国章。王国時代の国章から王冠が除去されている。
1948年に暫定的に制定された国章。
1948年から1968年までの国章。
1968年から1971年までの国章。
1971年から1990年の共産主義体制終焉までの国章。